# Ponta da Ilha

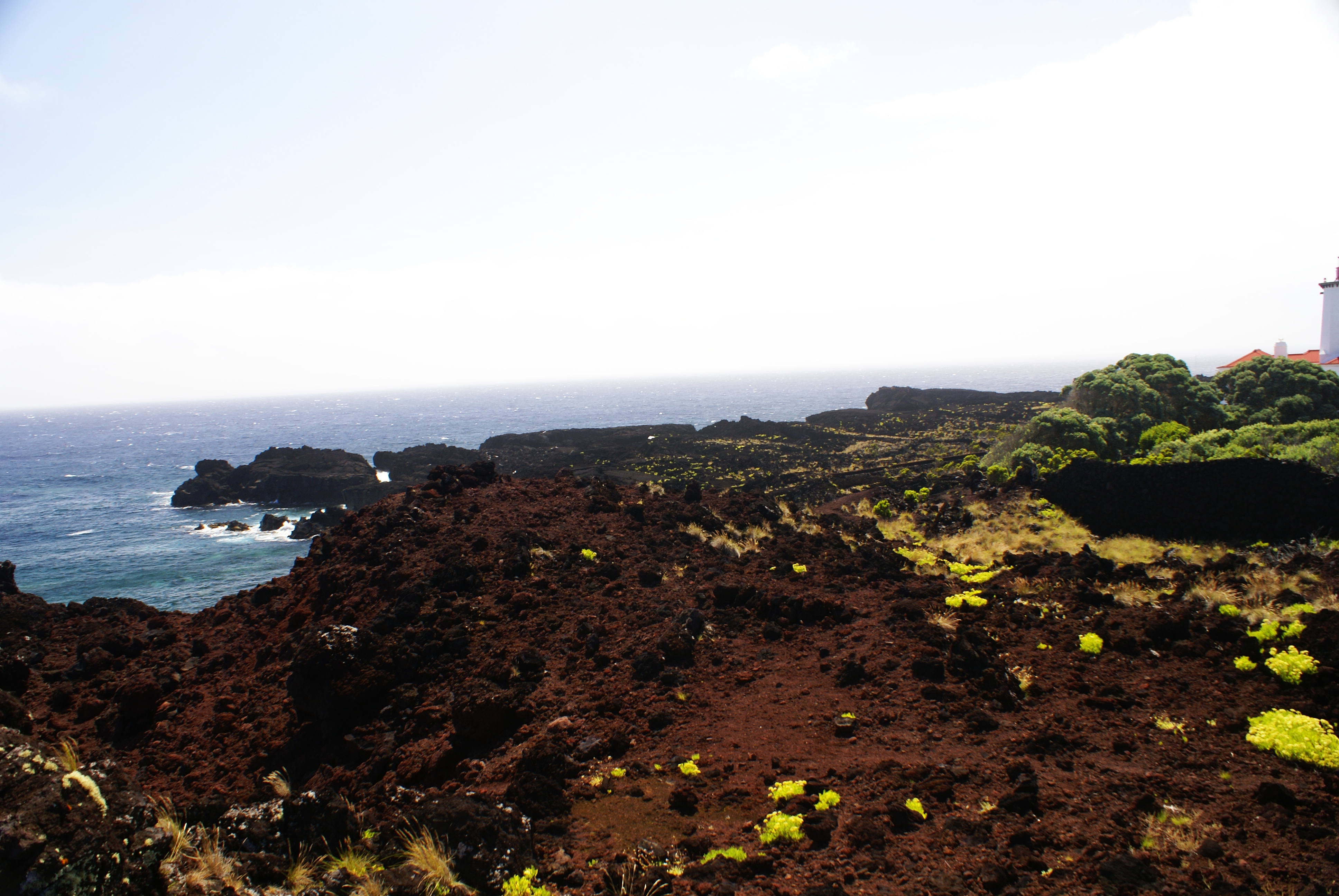
Ponta da ilha, paisagem observável do trilho pedestre local da Paisagem Protegida de Interesse Regional da ilha do Pico

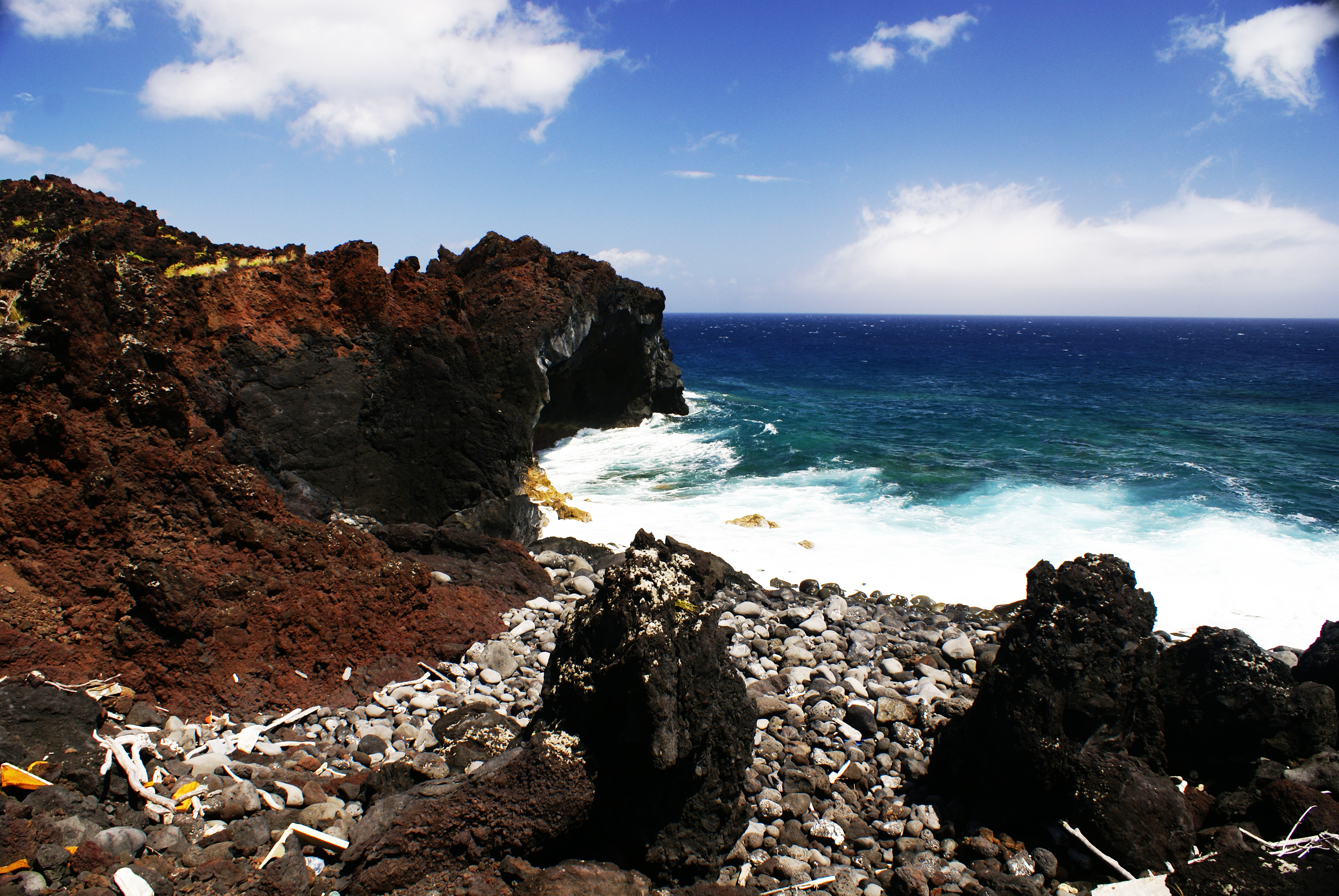
Ponta da ilha, paisagem observável do trilho pedestre, gruta costeira.

A Ponta da Ilha é uma localidade portuguesa da freguesia da Piedade, concelho da Lajes do Pico, ilha do Pico, arquipélago dos Açores.
Este local abrange uma vasta área territorial no estremo da ilha do Pico e abrange também uma vasta quantidade de povoados, designadamente a Manhenha e o povoado da Senhora das Mercês.
Aqui localiza-se o Farol da Ponta da Ilha e faz parte da área de Paisagem Protegida de Interesse Regional da ilha do Pico e encontra-se fortemente ligada à produção do vinho verdelho praticamente desde o povoamento da localidade a que pertence desde 1506.